# Moonfog Productions
Moonfog Productions er et norsk pladeselskab stiftet af Satyricons vokalist/guitarist/bassist/keyboardspiller Satyr og Tormod Opedal. Grundlæggelses datoen er ubestemt, men omkring 1994 hvor Satyricon udgav deres debutalbum Dark Medieval Times. Pladeselskabet fokusere hovedsageligt på black metal-bands. 

## Bands
- Darkthrone
- DHG
- Disiplin
- Eibon
- Gehenna
- Isengard
- Khold
- Neptune Towers
- Satyricon
- Storm
- Thorns
- Wongraven